# Uwe Pasora
Uwe Pasora (født 25. februar 1978 i Polen) er bassist for rock-bandet, Polarkreis 18. Hans familie er fra Polen, hvor han blev født som enebarn, men familien flyttede til Berlin da han var 3 år gammel. Han fik en guitar, da han var elleve år gammel af sin far, da han havde været interesseret længe i kunstneren, Michael Jackson. Han gad ikke danse, men at spille et instrument som guitar ville han gerne. Han blev dog alligevel bassisten i Polarkreis 18, men bare at han er med er fint, siger han.